# Admete microsoma
Admete microsoma är en snäckart som först beskrevs av Dall 1908.  Admete microsoma ingår i släktet Admete och familjen Cancellariidae. Inga underarter finns listade i Catalogue of Life.